# Баба-шарпанина
Баба-шарпанина  — давня українська народна страва — шматочки риби (тарані, судака або чабака), запечені у рідкому тісті з засмаженій в олії цибулею.  Ця страва згадується І.Котляревським в «Енеїді».

## Рецепт
Рибу чистять, промивають, видаляють кістки, нарізають шматками і варять до готовності, додаючи петрушку, моркву, лавровий листок, запашний перець, сіль і цибулю. 
Дрібно нарізають ріпчасту цибулю та підсмажують її на олії.
Борошно просіюють, пересипають в каструлю, потроху доливають бульйону, в якому варилася риба, і замішують густе, як сметана, тісто. Додають до нього підсмажену цибулю, 
Зварену рибу розділяють на дрібні шматочки, посипають перцем, кладуть у змащені олією сковорідки з білого металу, заливають підготовленим тістом і перед подаванням страви на стіл ставлять до духовки запікатись. 

## Галерея

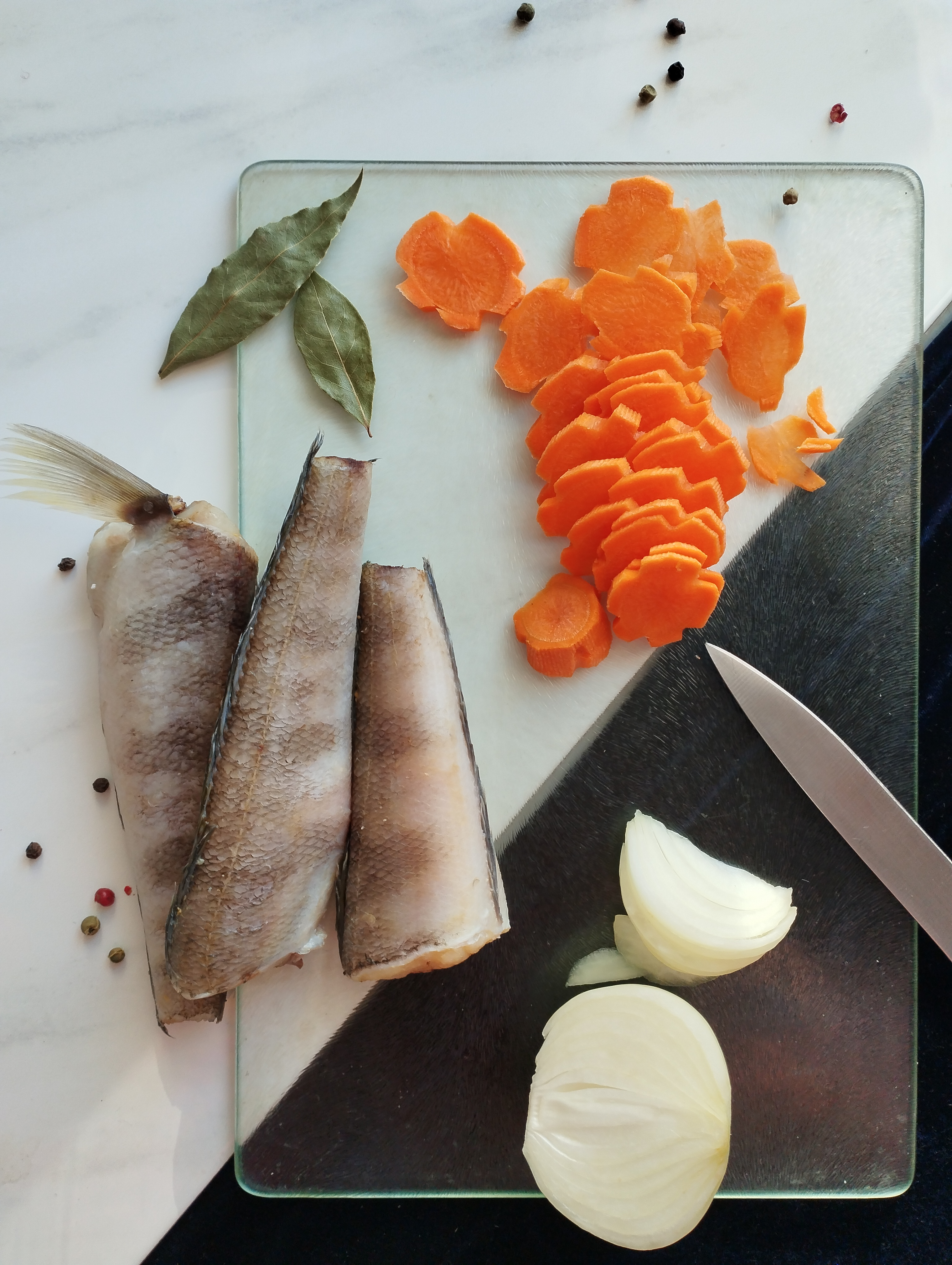
Компоненти рецепту
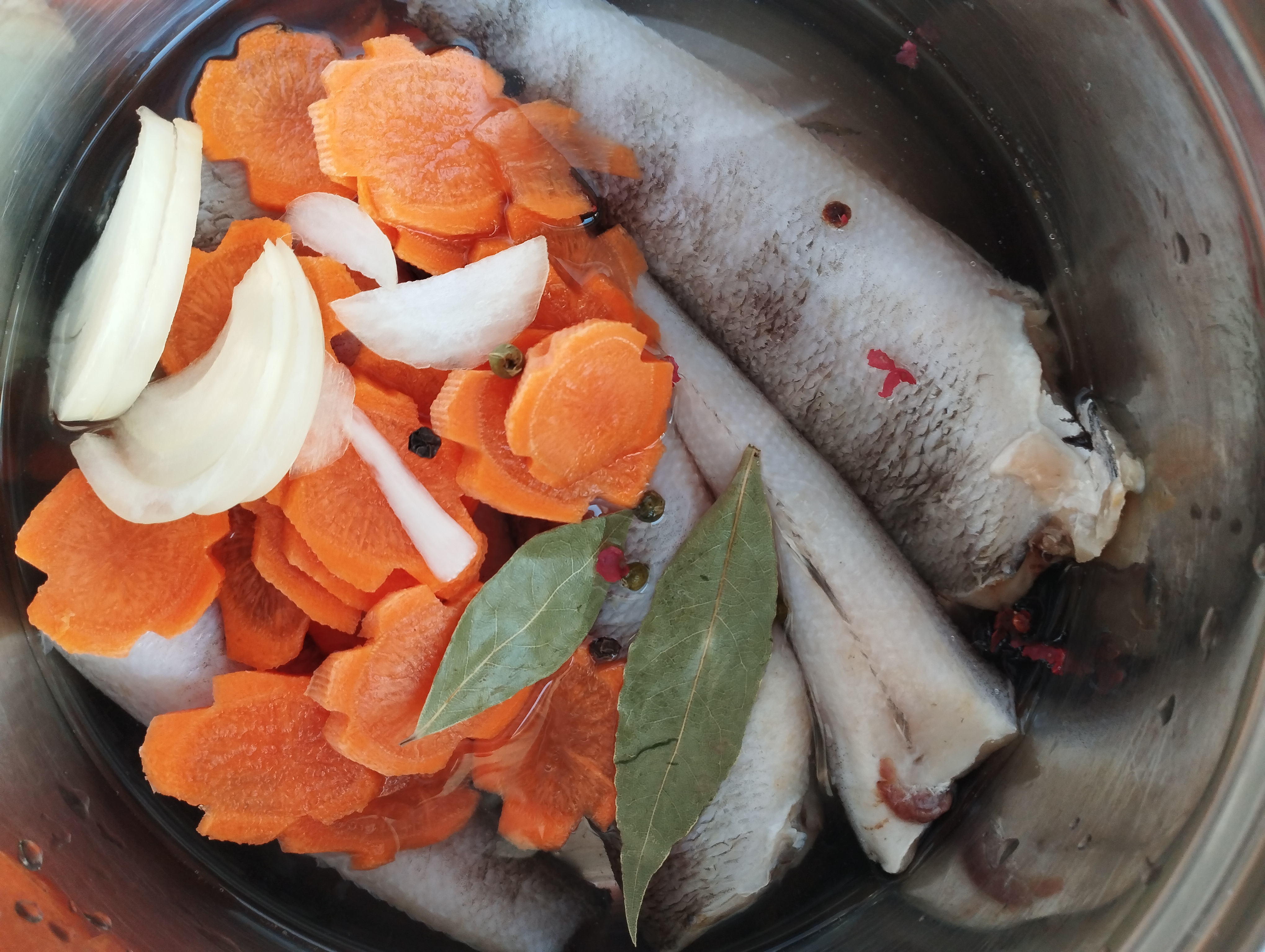
Рибу треба відварити
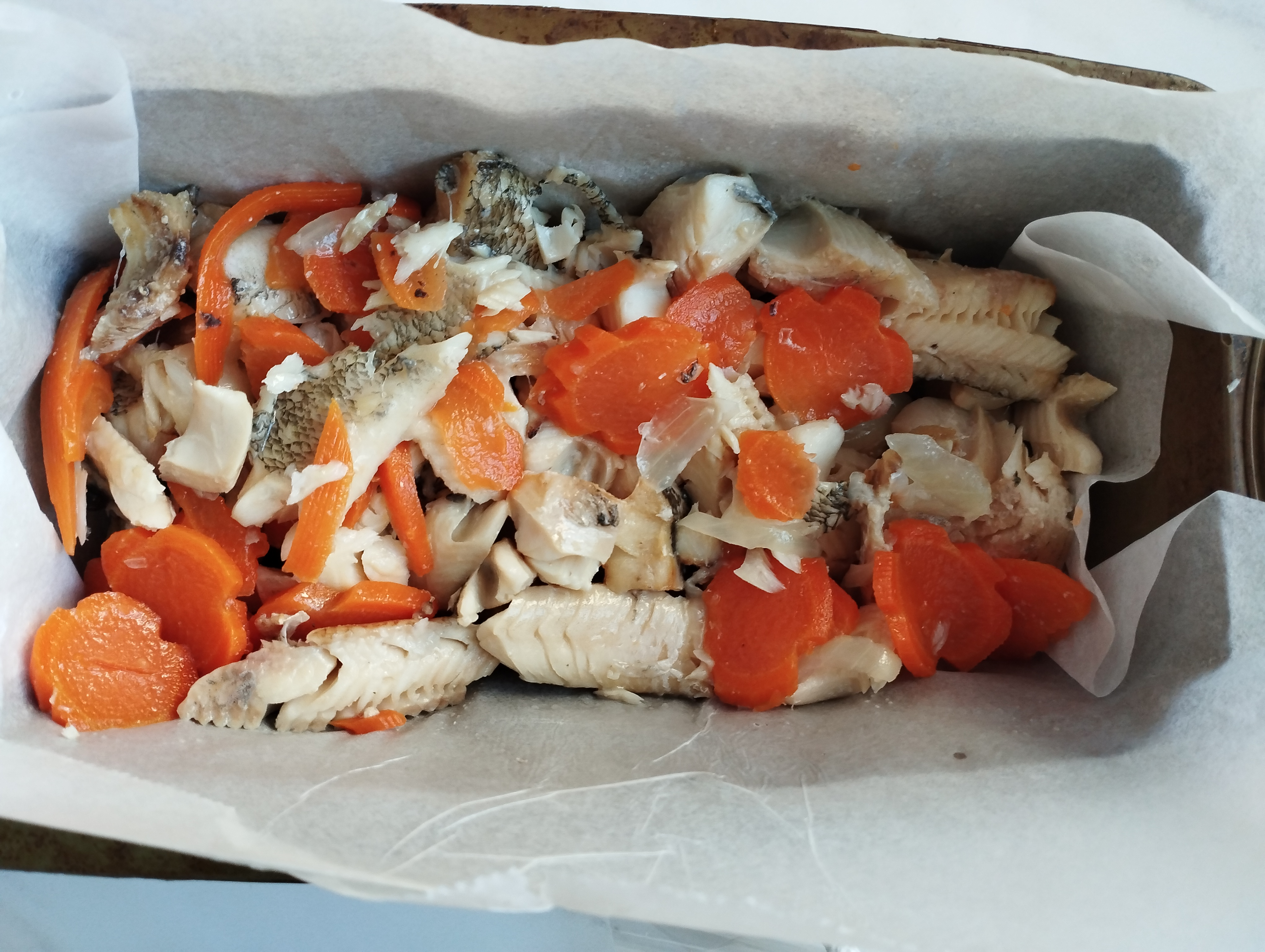
Риба та овочі у формі
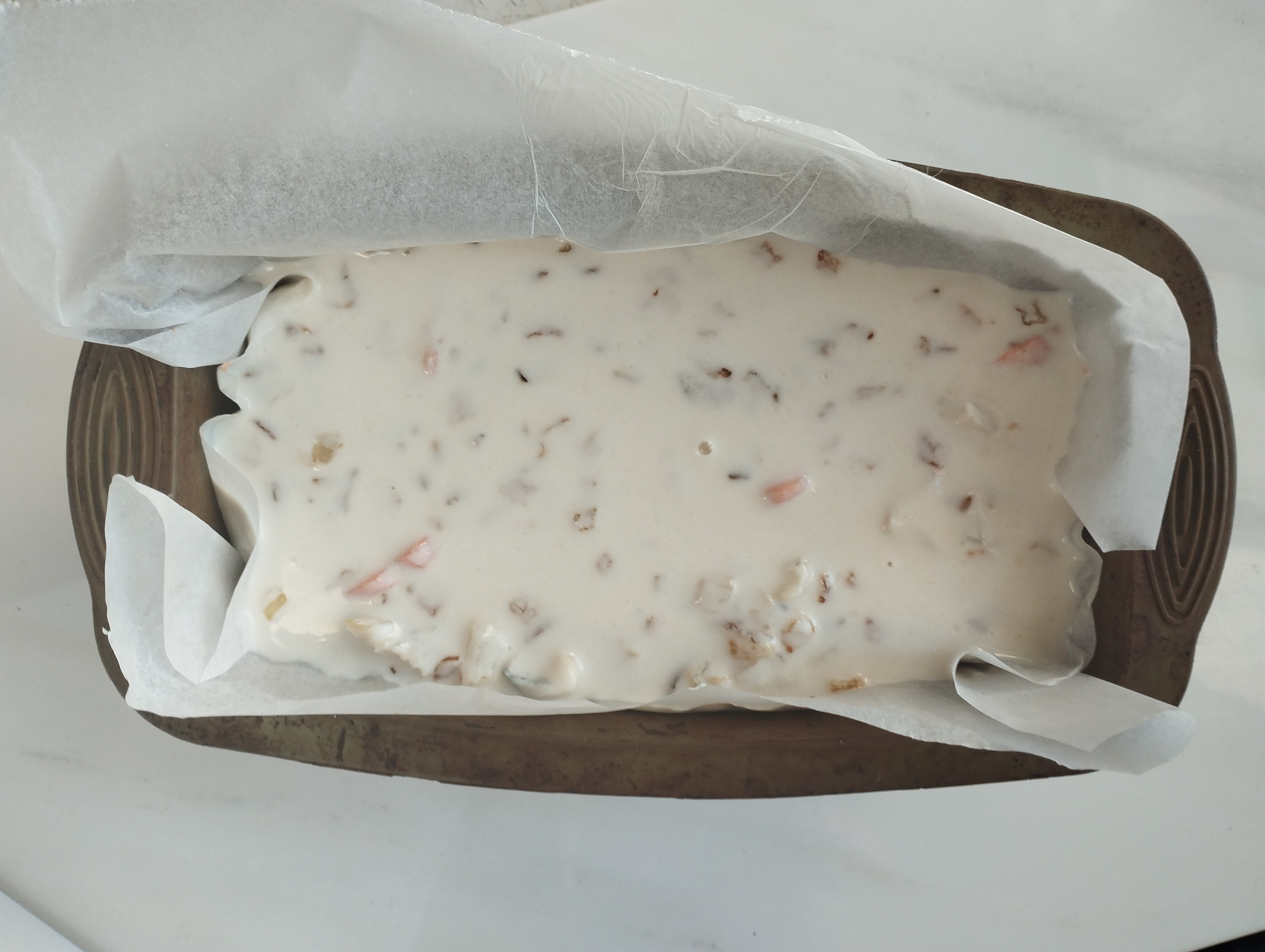
Баба-шарпанина перед відправкою до духовки
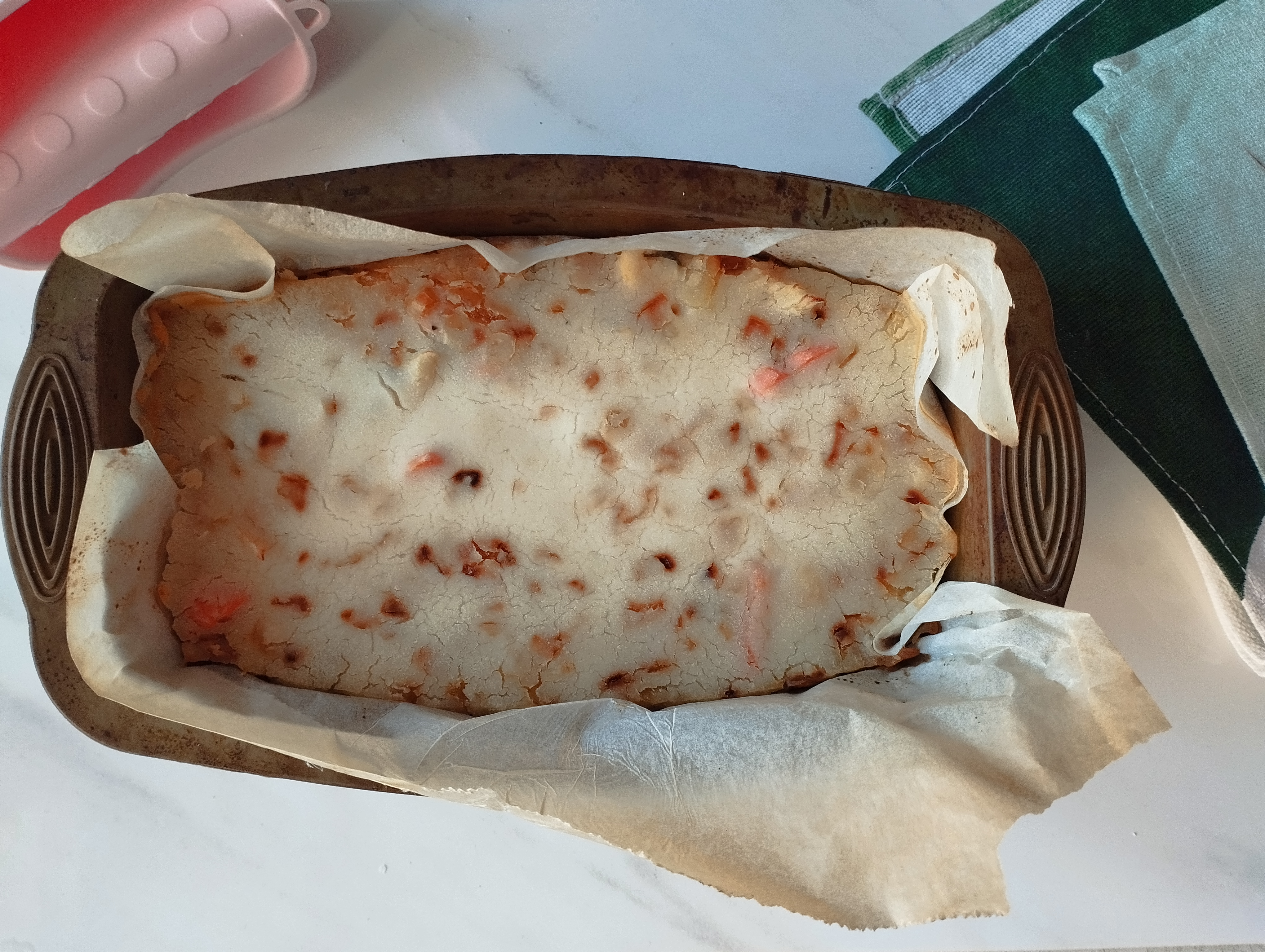
Готова страва у формі
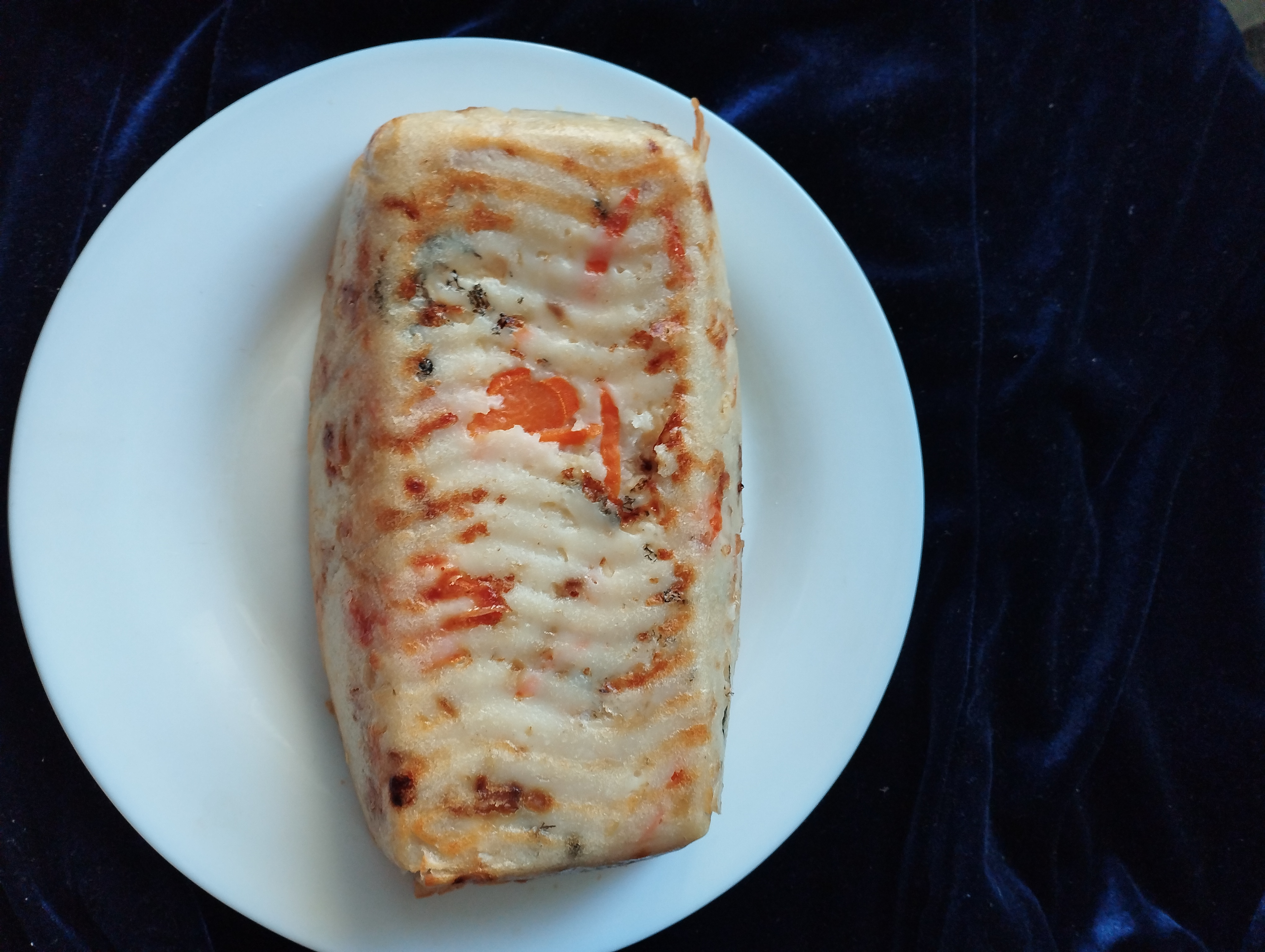
Баба-шарпанина